# Оксид фосфора(IV)
Оксид фосфора (IV) (октаоксид тетрафосфора) — бинарное неорганическое соединение фосфора и кислорода, оксид фосфора с химической формулой P4O8, белые хлопья или кристаллы. Молекула оксида в газообразном состоянии соответствует формуле P8O16. В кристалле она имеет сложную структуру и включает агрегаты от мономера до тримера (P4O8, P8O16, P12O24). Известны две кристаллические формы P4O8. Ромбоэдрическая α-форма содержит молекулы P4O8 и P4O9 в различных соотношениях и имеет средний состав в пределах P4O8,1 - P4O9,0. Моноклинная β-форма состоит из молекул P4O7 и P4O8; ее состав: P4O7,7 - P4O8. Имеются данные о существовании аморфной формы P4O8.

## Свойства
- Оксид устойчив при нагревании до 100°С, возгоняется при 180°С, окисляется до декаоксида тетрафосфора P4O10 в среде чистого кислорода O2 выше 400°С.
- Кристаллический P4O8 расплывается на воздухе, хорошо растворяется в воде, но не растворяется в органических растворителях. При растворении в воде дает равное количество молей фосфористой H3PO3 и метафосфорной HPO3 кислот.
- Водные растворы октаоксида тетрафосфора с трудом окисляются до ортофосфорной кислоты H3PO4.

## Получение
Оксид P4O8 образуется при низкотемпературном сжигании фосфора P в ограниченном количестве воздуха или при нагревании P4O6 в течение 48 часов в запаянной трубке при 200-250°С.